# Antero Vipunen
Antero Vipunen, chiamato anche Itse virsikäs ("ricco di versi") per i finlandesi è un personaggio della mitologia finnica. Si tratta di un gigante mitico, celebre per la potenza della sua scienza magica. Väinämöinen vi si rivolge per interrogarlo su alcune parole magiche, ma l'eroe scivola una volta sulla bocca del gigante, e questi lo ingoia in un boccone.
Il personaggio compare in due situazioni nel poema Kalevala, nella prima fa parte dei personaggi citati nel prologo dell'opera:
eikä Louhi luottehia:

vanheni sanoihin sampo,

katoi Louhi luottehisin,

virsihin Vipunen kuoli,

Lemminkäinen leikkilöihin.»
non a Louhi gli scongiuri:

invecchiò coi canti il Sampo,

sparver Louhi e gli scongiuri,

morì Vipunen coi versi

e coi giuochi Lemminkäinen.»
(Kalevala, canto I, versi 45-50, tratto da Bifröst.it)

## Kalevala, canto XVII
Il secondo episodio è proprio quello dove il gigante viene svegliato dal suo sonno sottoterra da parte di Väinämöinen per conoscere i detti magici di Tuonela, per svegliarlo decide di piantargli una stanga di ferro in bocca dopo aver sradicato gli alberi che sul suo giaciglio crescevano, ma una volta svegliato il gigante e salitogli sulla soglia della bocca, l'eroe scivola e vi cade dentro, finendo ingoiato:
suun ohella seistessänsä,

jalka toinen torkahtavi,

vasen jalka vaapahtavi

suuhun Antero Vipusen,

leukaluulle luikahutti.»
stando all'orlo della bocca,

sdrucciolò col piede destro,

trimpellò con il sinistro;

a Vipunen entrò in bocca,

scivolò fra le mascelle.»
(Kalevala, canto XVII, versi 93-98, tratto da Bifröst.it)
Väinämöinen nelle viscere del gigante si industria ad uscirne dapprima facendosi costruttore di barche per navigare nell'intestino di Vipunen, poi fabbro battendo e ribattendo ferro e creando al gigante un fortissimo bruciore, quest'ultimo inizia una lunga cantilena a mo' di maledizione nei confronti del vecchio Eroe, ricca di scongiuri per allontanare il male e parole di minaccia, ma l'eroe dichiara di non volerne uscire finché non avrà ottenuto le parole magiche che gli servono per completare la costruzione della sua barca. Vipunen canta allora tutta la sua scienza magica a Väinämöinen, che infine esce dal ventre, torna prima dal fabbro Ilmarinen e infine al cantiere dove porta a compimento la costruzione della barca.
La vicenda di Väinämöinen e del gigante Antero Vipunen occupa l'intero canto XVII del Kalevala, grande parte di questo capitolo è proprio formata dalla cantilena del gigante, formata da parole magiche, scongiuri, imprecazioni e minacce, che si estende dal verso 149 al verso 526, prima che il canto si concluda con l'uscita di Väinämöinen che rientra trionfante al suo cantiere per terminare l'imbarcazione una volta ottenuto quello che cercava.